# Il riccio innamorato
Il riccio innamorato (恋するハリネズミ?, Koisuru harinezumi) è un manga shōjo scritto e disegnato da Nao Hinachi, serializzato su Bessatsu Shōjo Comic di Shōgakukan dal 25 luglio 2014 al 26 febbraio 2016. In Italia la serie è stata concessa in licenza alla Star Comics, che ne ha pubblicato i volumi dal 20 dicembre 2017 al 29 agosto 2018.

## Trama
Hozuki ha nella sua scuola una pessima reputazione, essendo descritto da tutti come un ragazzo manesco e amante della violenza. Una giovane ragazza, Kii, ascolta tuttavia per caso una conversazione al cellulare di Hozuki, nella quale lui afferma che in realtà il suo è solo un "meccanismo di difesa" e che vorrebbe realmente fare amicizia con tutti i suoi coetanei. Kii inizia così a considerare Hozuki come un "riccio", e ne fa lentamente la conoscenza. Se da un lato la reputazione del ragazzo nell'ambiente scolastico migliora, dall'altro i due giovani si innamorano: Kii decide così di presentare ufficialmente Hozuki alla sua famiglia, con il presupposto di un futuro matrimonio. I due ragazzi decidono infatti di non separarsi mai più, e di continuare la loro vita insieme.

## Manga
La serie è stata scritta e disegnata da Nao Hinachi e serializzata da Shōgakukan sulla rivista Bessatsu Shōjo Comic dal 25 luglio 2014 al 26 febbraio 2016. I vari capitoli sono stati raccolti in cinque volumi tankōbon.
In Italia la serie è stata pubblicata da Star Comics dal 25 luglio 2014 al 26 febbraio 2016, con il titolo Il riccio innamorato; l'opera è tuttavia conosciuta anche con il suo titolo internazionale, A Hedgehog In Love. La licenza del manga è stata concessa anche alla Kazé in Germania (Zeig mir, was Liebe ist) e alla Bongkoch in Thailandia (นี่สินะที่เรียกว่ารัก).

### Volumi
| 1 | 25 luglio 2014 | ISBN 978-40-9136-299-5 | 20 dicembre 2017 | ISBN 978-88-2260-807-9 |
| 1 | Capitoli - 1. Un coniglietto innamorato - 2. Un riccio più dolce di chiunque altro - 3. Questo è amore! - 4. Quanto è difficile dichiararsi! - 5. Vorrei diventare "speciale"…       |                        |                  |                        |
| 2 | 26 settembre 2014 | ISBN 978-40-9136-317-6 | 21 febbraio 2018 | ISBN 978-88-2260-896-3 |
| 2 | Capitoli - 6. La metamorfosi del riccio?! - 7. Una persona importante - 8. Voglio trattenerti… - 9. Una dichiarazione…? E ora?! - Extra. La storia del riccio Harry                  |                        |                  |                        |
| 3 | 24 aprile 2015 | ISBN 978-40-9137-125-6 | 26 aprile 2018   | ISBN 978-88-2260-956-4 |
| 3 | Capitoli - 10. Ehi, guardami! - 11. I tuoi sentimenti - 12. Bacio, mi piaci, e poi?! - 13. Il primo appuntamento - 14. Insieme, senza fretta…                                        |                        |                  |                        |
| 4 | 24 luglio 2015 | ISBN 978-40-9137-629-9 | 27 giugno 2018   | ISBN 978-88-2260-957-1 |
| 4 | Capitoli - 15. Il tuo passato - 16. Un triangolo amoroso - 17. Sbagli in amore - 18. Scusami, Hozuki! - 19. Dopo la pioggia viene il sereno, dopo aver pianto sei dolce              |                        |                  |                        |
| 5 | 26 febbraio 2016 | ISBN 978-40-9138-284-9 | 29 agosto 2018   | ISBN 978-88-2260-965-6 |
| 5 | Capitoli - 20. Batticuore al mare?! - 21. Tu, gli altri, l'amore, gli amici - 22. Tu e la mia famiglia - 23. Una persona importante - Ultimo capitolo. Ti adoro, ti adoro, ti adoro! |                        |                  |                        |